# Таз (Шантави рисунки)
Тасманийския дявол (на английски: Tasmanian Devil), известен просто като Таз (на английски: Taz), е анимационен герой на Warner Bros. от поредиците „Шантави рисунки“ и „Весели мелодии“. Всъщност Таз е нарисуван по образец на истинския тасманийски дявол, който e рядък вид животно, живеещо в Тасмания.
Добре познат е на децата като персонаж с огромна уста и апетит, поглъщащ почти всичко по пътя си, и като въртяща се вихрушка, докато се движи.